# شایدیتس
شایدیتس (به آلمانی: Scheiditz) یک شهر در آلمان است که در تورینگن واقع شده‌است. شایدیتس ۳۴ نفر جمعیت دارد.